# Żytna
Żytna (niem. Zyttna) – wieś w Polsce położona w województwie śląskim, w powiecie rybnickim, w gminie Lyski.
W latach 1975–1998 miejscowość administracyjnie należała do województwa katowickiego.
Wieś została założona w XV wieku, w dokumentach z 1415 roku pojawia się nazwa Zitna. Nazwa Żytna pochodzi od nazwy pola, na którym uprawia się żyto. W 1885 roku we wsi znajdowały się 52 domy, wieś liczyła 304 mieszkańców. Przy ul. Wolności zlokalizowany jest kościół filialny pod wezwaniem Świętego Jana Nepomucena, zbudowany w latach 1986–1988. Przy drodze do Budzina (przysiółek położony wzdłuż ulic Budzińskiej i Sobieskiego) stoi krzyż „Boża Męka” z 1892 roku. W centrum Budzina znajdziemy jeszcze kapliczkę pw. Świętego Jana Nepomucena.